# Бобокух
Бобокух (до 31 июля 2023 года — Бабатаг)  — горный хребет на юге Средней Азии, на границе Узбекистана и Таджикистана, между реками Сурхандарья и Кафирниган (правые притоки Амударьи).
Высота до 2292 м. Длина около 125 км. 
Сложен главным образом известняками. На склонах — полупустынная и нагорно-ксерофитная растительность; местами массивы фисташки. Местообитание винторогого козла (в СНГ встречается ещё только на склонах хребтов Кугитангтау и Дарвазского). 